# Logan (personaje fílmico)
James Howlett, también conocido como Logan o por su nombre en clave Wolverine, es un personaje ficticio que se originó como protagonista principal de la serie de películas X-Men de 20th Century Fox. Está interpretado por Hugh Jackman y está basado en el personaje de Marvel Comics homónimo, creado por Len Wein y John Romita Sr. Logan ha sido la figura central de la serie cinematográfica, habiendo aparecido en diez películas desde su introducción en X-Men (2000), que incluye películas tanto en solitario como en conjunto. Al personaje y a la actuación de Jackman se les atribuye el mérito de ayudar a consolidar la serie como una franquicia multimillonaria, y la apariencia de Logan a menudo se considera la cara de los X-Men. Más tarde, Jackman interpretó una versión alternativa de este papel en Deadpool & Wolverine (2024), producida por Marvel Studios y ambientada en el Universo cinematográfico de Marvel (MCU). 
Por su interpretación de Logan, Jackman recibió, en 2019, el récord mundial Guinness por la "carrera más larga como personaje de acción real de Marvel".  Aunque el récord ha sido superado por otros actores desde entonces.

## Concepto, creación y caracterización

### Desarrollo
Los escritores y editores en jefe de Marvel Comics, Gerry Conway y Roy Thomas, escribieron un guion de X-Men en 1984, cuando Orion Pictures tenía una opción sobre los derechos cinematográficos, pero el desarrollo se estancó cuando Orion comenzó a enfrentar problemas financieros. A lo largo de 1989 y 1990, Stan Lee y Chris Claremont estuvieron en conversaciones con Carolco Pictures para una adaptación cinematográfica de X-Men,  con James Cameron como productor y Kathryn Bigelow como directora. Bigelow escribió un tratamiento de la historia, con Bob Hoskins siendo considerado para Wolverine y Angela Bassett para el papel de Storm. El trato se vino abajo cuando Stan Lee despertó el interés de Cameron por una película de Spider-Man.  Carolco quebró y los derechos cinematográficos volvieron a ser de Marvel. En diciembre de 1992, Marvel discutió la venta de la propiedad a Columbia Pictures sin éxito.  Mientras tanto, Avi Arad produjo la serie animada de televisión X-Men para Fox Kids. 20th Century Fox quedó impresionada por el éxito del programa de televisión y la productora Lauren Shuler Donner compró los derechos cinematográficos para ellos en 1994, y contrató a Andrew Kevin Walker para escribir el guion.
El borrador de Walker involucró al profesor Xavier reclutando a Wolverine en los X-Men, que consisten en Cyclops, Jean Grey, Iceman, Beast y Angel. La Hermandad de Mutantes, que estaba formada por Magneto, Sabretooth, Toad, Juggernaut y Blob, intenta conquistar la ciudad de Nueva York, mientras Henry Peter Gyrich y Bolivar Trask atacan a los X-Men con Centinelas de tres 8 pies (2,4 m)  de altos. El guion se centró en la rivalidad entre Wolverine y Cyclops, así como en las dudas de este último como líder de campo. Parte de la historia de fondo inventada para Magneto lo convirtió en la causa del desastre de Chernobyl. El guion también incluía el X-Copter y la Sala de Peligro. Walker entregó su segundo borrador en junio de 1994.  Laeta Kalogridis,  John Logan, James Schamus,  y Joss Whedon fueron contratados para reescrituras posteriores. Uno de estos guiones mantenía la idea de que Magneto convirtiera Manhattan en una "patria mutante", mientras que otro giraba en torno a un romance entre Wolverine y Storm. El borrador de Whedon presentaba la Sala de Peligro y concluyó con Jean Grey vestida como el Fénix.  Según Entertainment Weekly, este guion fue rechazado debido a su "ingenioso tono de referencia a la cultura pop",  y la película terminada contenía sólo dos intercambios de diálogos en los que Whedon había contribuido.  Michael Chabon propuso una película de seis páginas a Fox en 1996. Se centró en gran medida en el desarrollo de personajes entre Wolverine y Jubilee e incluyó al Profesor X, Cyclops, Jean Grey, Nightcrawler, Beast, Iceman y Storm. Según el plan de Chabon, los villanos no habrían sido presentados hasta la segunda película. 

### Casting

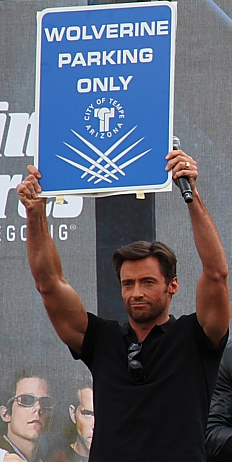
Jackman en el estreno de X-Men Origins: Wolverine (2009)

Muchos actores fueron considerados para interpretar el papel de Wolverine en una adaptación cinematográfica de X-Men. A Viggo Mortensen le ofrecieron el papel, pero lo rechazó porque entraba en conflicto con otro papel para el que estaba programado.  En un momento de la década de 1990, se le acercó a Glenn Danzig para el papel debido a un ligero parecido,  sin embargo, Danzig declinó porque el rodaje interferiría con la gira de nueve meses de su banda.  Bryan Singer habló con varios actores, incluidos Russell Crowe, Keanu Reeves y Edward Norton, para el papel. Fox descartó a Mel Gibson por ser demasiado caro.  Dougray Scott fue elegido, pero se vio obligado a abandonar debido a conflictos de programación con Misión: Imposible 2 y resultó herido en un accidente de motocicleta,  después de lo cual el papel fue para Hugh Jackman. A pesar de lo que se pensó que era un movimiento muy controvertido debido a su estatura mucho más alta que las representaciones cómicas de Wolverine por casi un pie de altura,  la actuación real de Jackman fue bien recibida;  Se dice que la representación original de Wolverine es 5 pies 3 pulgadas (160 cm),  mientras que Jackman se sitúa en 6 pies 2 pulgadas (188 cm).  Si bien posee los mismos poderes que su contraparte del cómic, se ha demostrado que esta representación tiene un factor de curación mucho más poderoso, capaz de reparar y regenerar cualquier daño (excepto la decapitación) en segundos, y también dejarlo sin edad, siendo casi el doble de viejo como en los cómics mientras aún está en su mejor momento. Jackman reveló en una entrevista con The Huffington Post que su personaje originalmente iba a tener un cameo en Spider-Man, pero no se pudo conseguir el disfraz. 
Los directores de casting eligieron a Troye Sivan como el joven James Howlett en X-Men Origins: Wolverine (2009) después de verlo cantar en el Channel Seven Perth Telethon, y fue aceptado después de enviar una cinta de audición.  Kodi Smit-McPhee fue elegido originalmente para el papel, cuando la filmación comenzaba originalmente en diciembre de 2007,  pero optó por no filmar The Road.  McPhee más tarde interpretó a Nightcrawler en X-Men: Apocalipsis y Dark Phoenix.

### Caracterización

#### Personalidad
Confiando en sus sentidos y sus instintos para moverse, la personalidad de Logan se clasifica como ISTP según el Indicador de tipo Myers-Briggs.  Su personaje ha sido calificado como un "solitario", que a menudo se despide de los X-Men para ocuparse de cuestiones o problemas personales. A menudo es irreverente y rebelde con las figuras de autoridad, aunque es un aliado confiable y un líder capaz, y ocasionalmente ha mostrado un sentido del humor irónico y sarcástico. El personaje de la película tenía pocas líneas, pero mucha emoción que transmitir, por lo que Jackman vio a Clint Eastwood en las películas de Harry el sucio y a Mel Gibson en Mad Max 2 como inspiración. 

#### Apariencia
El casting de Jackman inicialmente recibió críticas tras su anuncio, ya que se lo consideraba demasiado alto y guapo para interpretar al "canadiense bajo y algo salvaje".  Jackman, a las 6 pies 3 pulgadas (1,9 m),   se encuentra a 1 pie (30,5 cm) más alto que Wolverine, de quien en el cómic original se dice que mide 5 pies 3 pulgadas (1,6 m).  Por lo tanto, los realizadores se vieron frecuentemente obligados a fotografiar a Jackman en ángulos inusuales o solo de cintura para arriba para que pareciera más bajo que su estatura real, mientras que sus compañeros de reparto usaban suelas de plataforma. A Jackman también se le pidió que agregara una gran cantidad de músculos para el papel y, al prepararse para las películas, se sometió a una dieta estricta y un régimen de ejercicio.  Jackman ha señalado ampliamente las escenas de la franquicia en las que Logan aparece sin camisa, en particular X-Men Origins: Wolverine (2009), como la razón principal por la que el personaje se estableció como un símbolo sexual. Para la película, Jackman se sometió a un régimen de entrenamiento con pesas de alta intensidad para mejorar su físico para el papel. Modificó el programa para provocar cambios en su cuerpo y también realizó ejercicios cardiovasculares. Jackman notó que no se aplicaron toques digitales a su físico en una toma de él saliendo desnudo del tanque dentro del cual Logan tiene sus huesos infundidos con adamantium. 
Hablando de por qué el traje clásico de cómic de Wolverine nunca se usó en la pantalla, el director James Mangold creía que el traje amarillo nunca tuvo sentido en ninguna película de X-Men y parecía fuera de lugar, afirmando: 'Encontrando la razón para usar uniforme cuando el personaje desdeña la autopromoción, ¿por qué se pondría un traje que se promociona a sí mismo como una especie de héroe? El personaje de carne y hueso es muy fiel a ese rebelde iconoclasta que no parece ser el primero en ponerse spandex. [...] quién se pone un traje de marca especial cuando hace buenas obras? ¿Y por qué? La única razón por la que lo hace es para poder tener algún tipo de reclamo de marca registrada y obtener crédito por lo que hizo. Nada parece menos parecido a Wolverine que el deseo de ponerse un traje de marca registrada, particularmente amarillo canario, [...] Esencialmente, es algo que vive en la página y no estoy seguro de que pueda vivir en ningún otro lugar'.

### Universo cinematográfico de Marvel
Durante una aparición en The Dr. Oz Show en mayo de 2015, Jackman declaró que Logan (2017) sería su interpretación final como personaje; dijo: "Esta será la última, es mi última vez. Sentí que era el momento adecuado para hacerlo, y seamos honestos, 17 años. Nunca pensé que en un millón de años duraría, así que estoy muy agradecido con los fanáticos por la oportunidad de jugarlo. Tengo en mi cabeza lo que vamos a hacer en este último. Siento que esta es la manera perfecta de salir".  Jackman también ha explicado que Jerry Seinfeld lo convenció de dejar el papel y dijo: "Me dijo que cuando estás creando algo es muy importante no quedarte seco. No se trata necesariamente de terminar en la cima, sino de asegurarte de que, creativamente, aún te quede algo que te impulse hacia lo que sea que venga a continuación". 
En diciembre de 2016, Ryan Reynolds reveló que había estado tratando de convencer a Jackman de que volviera a firmar para una película cruzada de Wolverine y Deadpool. Instando a los fanáticos a hacer campaña en línea, afirmó: "Quiero a Deadpool y Wolverine juntos en una película. Lo que vamos a tener que hacer es convencer a Hugh. En todo caso, voy a necesitar hacer lo que pueda para conseguir mis amigos de internet de nuevo a bordo para ayudar a impulsar otra causa en el futuro. Hugh Jackman es uno de los mejores seres humanos. Parte de la razón por la que quiero hacer una película de Deadpool/Wolverine no es solo porque creo que los dos prenderían fuego a la pantalla. pero realmente amo al chico". En enero de 2017, Reynolds y Jackman hablaron sobre el proyecto propuesto; Jackman afirmó: "Estoy dudando, porque puedo ver perfectamente que encaja perfectamente. Pero puede que no sea el momento adecuado".  Jackman declaró más tarde que no repetiría el papel para una película en equipo, y especificó: "No, y Ryan actualmente está durmiendo afuera de mi casa. [Risas] Mira, si esa película hubiera aparecido hace 10 años, probablemente era una historia diferente, pero hace dos años y medio supe que esta era la última. La primera llamada que hice fue a [el director James Mangold]. Y tan pronto como a Jim se le ocurrió la idea y trabajamos en ella, nunca me sentí más emocionado. Pero parece que es el momento adecuado. Deadpool, hazlo, haz lo tuyo. 
Jackman expresó interés en continuar interpretando a Wolverine si el personaje fuera incorporado al Universo Cinematográfico de Marvel. Jackman explicó: "Si eso hubiera estado sobre la mesa cuando tomé mi decisión, ciertamente me habría hecho detenerme. Eso es seguro. Porque siempre me ha encantado la idea de él dentro de esa dinámica, con Hulk obviamente, con Iron Man, pero hay muchas personas más inteligentes con MBA que no pueden darse cuenta de eso. En este momento, honestamente, si realmente los tuviera allí, probablemente no habría dicho que esto es lo último. Es el momento adecuado [para dejar el personaje]".    Antes de la posible adquisición por parte de Disney de la división cinematográfica de 20th Century Fox, se confirmó que una secuela de Logan, titulada provisionalmente Laura, estaba en un estado activo de desarrollo, con Dafne Keen retomando su papel de Laura, la hija de Logan, y Jackman aparecerá a través de imágenes de archivo.    En julio de 2021, Jackman publicó una imagen del brazo y las garras de Wolverine en Instagram, seguida de una foto de él mismo con el director de Marvel Studios, Kevin Feige, lo que generó especulaciones de que Jackman regresaría como Wolverine en una próxima película del MCU.  Sin embargo, Jackman reveló más tarde que simplemente estaba compartiendo fan art y no había previsto que su publicación "rompería Internet". 
En agosto de 2022, Jackman finalmente se acercó a Reynolds para decirle que quería protagonizar una película juntos. En ese momento, Reynolds y el director Shawn Levy se estaban preparando para reunirse con Feige y discutir cómo proceder con Deadpool 3, dada su falta de ideas para la historia, y se dieron cuenta de que incluir a Wolverine resolvería muchos de los problemas que enfrentaban.   Jackman cambió de opinión, después de estar contento con su decisión de retirarse como Wolverine durante varios años, y decidió que una película en equipo con Reynolds "podría ser muy divertida; probablemente me divertiré más en esa película que cualquier otra cosa. Lo he hecho alguna vez".   Feige aconsejó a Jackman que no regresara, ya que sentía que la muerte de Wolverine en Logan era el "mejor final de la historia" y no quería deshacerlo. Le convenció la idea de que Jackman interpretaría una nueva versión de Wolverine, y Jackman confirmó que quería regresar después de un largo viaje para pensar en ello.  El 27 de septiembre de 2022, se anunció oficialmente la participación de Jackman en la próxima película Deadpool & Wolverine (2024), ambientada en el Universo Cinematográfico de Marvel (MCU). 
La película también marca la primera vez que Jackman usa en pantalla un traje fiel a los cómics en lugar del uniforme de cuero negro de los X-Men (2000). Hablando sobre esto, Jackman declaró que estaba sorprendido de haber pasado tanto tiempo filmando sin haberlo usado ni una sola vez, afirmando que "se ve tan bien, se siente tan bien".

## Biografía del personaje

### Primeros años de vida
James Howlett nació en Canadá, Tierra-10005 en 1832. Sus poderes mutantes se despiertan cuando, a los 13 años, apuñala al jardinero de su familia, Thomas Logan, por matar a su padre. Al descubrir que Logan era en realidad su padre biológico y al ver la repulsión en los ojos de su madre porque James lo mató, huye. Con su medio hermano Victor Creed, Howlett pasa el siguiente siglo luchando en numerosas guerras, incluida la Segunda Guerra Mundial . Mientras estaba recluido en un campo de prisioneros de guerra japonés en 1945, salva la vida del oficial japonés Ichirō Yashida del bombardeo de Nagasaki. En 1962, Charles Xavier y Erik Lehnsherr se acercan a Howlett, quienes están reclutando mutantes, pero Howlett simplemente los rechaza.

### Línea de tiempo original

#### Equipo X y convirtiéndose en Wolverine
Durante la Guerra de Vietnam, Creed mata a un oficial superior por impedir que Creed violara a una mujer vietnamita. Howlett defiende a Creed cuando ve que soldados canadienses enojados lo rodean, y ambos son sentenciados a ejecución, pero sobreviven y son encarcelados. Después de la guerra, Howlett se convierte en miembro de un equipo de ataque de operaciones encubiertas, el "Equipo X", que está dirigido por el coronel William Stryker e incluye a Creed y Wade Wilson. Howlett se marcha debido al desprecio del grupo por la vida humana. Comienza una nueva vida en Canadá bajo el nombre de "James Logan" con Kayla Silverfox. En 1979, el pasado de Logan lo alcanza cuando, después de que Kayla es asesinada Stryker lo asigna al proyecto Arma X, en el que se le injerta adamantium en los huesos con el fin de vengar su muerte. Tomando el nombre de "Wolverine" en honor al espíritu algonquino, Kuekuatsheu, Logan trabaja junto con Creed para luchar y matar a Wilson, quien ha sido mutado transformándose en el Arma XI. Después de que Victor muere en la contienda y revelarse que Kayla esta viva, Stryker le dispara a Logan en el cerebro con una bala de adamantium antes de ser arrestado. Aunque Logan sobrevive, pierde la memoria y sus únicos efectos personales de identificación son sus placas de identificación grabadas con "LOGAN".

#### Miembro de los X-Men
En la década de 2000, Logan es un luchador de jaula aficionado en Laughlin City, Alberta.  Allí Logan conoce a Marie "Rogue" D'Ancanto, una adolescente mutante que se ha escapado de casa. Son atacados en el camino por Victor Creed, ahora conocido como Sabretooth y un siervo de Magneto. Dos de los alumnos de Xavier – Cíclope y Tormenta – llega y los salvan. Logan y Rogue son llevados a la mansión y escuela para mutantes de Xavier en el condado de Westchester, Nueva York. Xavier le dice a Logan que Magneto parece haberse interesado en él y le pide que se quede mientras los mutantes de Xavier, los X-Men, investigan. Rogue se inscribe en la escuela y visita a Logan mientras tiene una pesadilla. Sorprendido, él la apuñala accidentalmente, pero ella puede absorber su capacidad curativa para recuperarse. Perturbada por este evento, Rogue abandona la escuela y Logan la encuentra en un tren y la convence de regresar. Antes de que puedan irse, llega Magneto, noquea a Logan y somete a Rogue, revelando que es a Rogue a quien quiere en lugar de a Logan. Al enterarse de que Magneto planea usar una máquina para "mutar" a los líderes mundiales reunidos en una cumbre en la cercana Isla Ellis, Logan y los otros X-Men escalan la Estatua de la Libertad, luchando y dominando a la Hermandad de Mutantes, con Logan arrojando a Sabretooth fuera del edificio al océano. Después de ayudar a detener el plan de Magneto, el Profesor X dirige a Logan a una base militar abandonada alrededor de Alkali Lake que podría contener información sobre su pasado, tomando la motocicleta de Cyclops.
Cuatro días después, mientras se detiene en su camino hacia Alkali Lake para recargar su tanque de gasolina, Logan se da cuenta de que Sabretooth lo ha estado siguiendo y lo ataca, deteniéndose después de notar que tiene placas de identificación similares a las suyas y que Sabretooth no está tratando de matar. a él. Ofreciéndole una bebida, los dos beben en un bar cercano, con Sabretooth revelando que su caída de la Estatua de la Libertad había restaurado algunos de sus propios recuerdos borrados, como que su nombre era "Víctor", de matar bebés y ancianos. y de Logan. Son interrumpidos por soldados que buscan a Víctor, quien reconoce a Logan como "Arma X". Al luchar contra los soldados, Logan y Victor se sorprenden al ver que muestran un trabajo en equipo instintivo uno al lado del otro, pero finalmente son derrotados. Los dos se despiertan atados en un helicóptero y, después de disculparse con Logan por su pasado, recordando que eran hermanos, Víctor arroja a Logan fuera del helicóptero y se sacrifica para salvarlo. William Stryker luego une adamantium a los huesos de Victor, lo que falla como esperaba originalmente, aunque está contento con una nueva historia de éxito, Lady Deathstrike. Al enterarse de la supervivencia de Logan, Stryker espera volver a ver "Wolverine".
Tres días después de eso, Logan regresa a la escuela de mutantes del Profesor X, donde se encuentra con Stryker, por lo que él y los X-Men se unen a Magneto y Mystique para detenerlo. Durante una confrontación con Stryker y Lady Deathstrike, Logan recupera parte de su memoria pero opta por permanecer con los X-Men a pesar de las objeciones de Stryker, mientras que Stryker muere cuando la base de Alkali se inunda después de sufrir daños.
Unos años más tarde, Xavier envía a Logan y Storm a investigar la desaparición de Scott Summers en Alkali Lake, pero solo encuentran rocas telequinéticamente flotantes, las gafas de Summers y a Jean inconsciente. Xavier le explica a Logan que cuando Jean se sacrificó para salvarlos, liberó al "Fénix", una personalidad alternativa oscura y extremadamente poderosa que Xavier había reprimido telepáticamente. Logan está disgustado al enterarse de esta manipulación psíquica de la mente de Jean. Cuando ella despierta, comienza a seducirlo agresivamente, pero él nota este comportamiento como el Fénix. Logan descubre que ella mató a Summers y que no es la Jean Grey que alguna vez conoció. Jean mata a Xavier y se une a Magneto, quien planea que mutantes leales a él asalten una instalación de los Laboratorios Worthington ubicada en Alcatraz para destruir una supuesta "cura" para los mutantes. Logan, Storm y Beast lideran a los X-Men restantes para desafiar el ataque, y Logan hace que Colossus lo arroje a Magneto para distraerlo el tiempo suficiente para que Hank McCoy le inyecte a Magneto la "cura" y así anule sus poderes. Los refuerzos del ejército llegan y disparan contra Jean justo cuando Logan la había calmado. El Fénix se despierta con el ataque, desintegra las tropas y comienza a destruir Alcatraz y a cualquiera que se encuentre dentro del alcance de sus poderes. Logan se da cuenta de que solo él puede detener al Fénix debido a su factor de curación y su esqueleto de adamantium. Cuando Logan se acerca a ella, Jean momentáneamente toma el control y le ruega que la salve a ella y a todos los demás matándola. Logan apuñala fatalmente a Jean, matando al Fénix, pero lamenta su muerte.

#### Aislamiento
Años más tarde, Logan, afligido por la culpa, vive aislado en el Yukón. Es localizado por Yukio, una mutante con la capacidad de prever la muerte de las personas, enviado por un anciano Yashida que quiere pagarle a Logan por haberlo salvado durante la Segunda Guerra Mundial, pero Logan se niega a que sus poderes curativos se transfieran a Yashida. Con Yukio a su lado, esto conduce a una serie de eventos en los que Wolverine protege a la nieta de Ichirō, Mariko Yashida, del hijo de Ichirō, Shingen Yashida. En el transcurso de estos eventos, los poderes curativos de Logan se dañan y sus garras de adamantium se cortan cuando Yashida con un traje especial intenta quitarle su poder y finalmente tras matarlo, puede dejar de lado su culpa por la muerte de Jean. Después de regresar finalmente a los Estados Unidos dos años después, Logan se ve abordado por Magneto y un Profesor X resucitado que le piden ayuda por una nueva amenaza para todos los mutantes. Una escena eliminada muestra el traje amarillo del personaje principal del material original en una maleta.

#### Retrocediendo en el tiempo
Para 2023, el mundo está controlado por Centinelas, que han homologado sus poderes con los mutantes y los ha llevado al exterminio. Wolverine se ha asociado con mutantes supervivientes y los X-Men. La mente de Logan se transfiere atrás en el tiempo a su yo de 1973 (durante los eventos del montaje de guerra inicial de X-Men Origins: Wolverine) para ayudar a los jóvenes Charles y Lehnsherr, así como a Hank McCoy, a disuadir a Mystique de asesinar a Bolivar Trask, evitando que el futuro apocalíptico ocurra. Una vez cumplida su misión, la línea de tiempo original se borra.

### Nueva línea de tiempo

#### Capturado por Arma X
En la línea de tiempo revisada, aunque Mystique lo rescató en 1973, Logan finalmente es capturado por Stryker, le dan un esqueleto de adamantium y lo someten a un condicionamiento mental brutal, dejándolo más salvaje que humano. Cuando algunos de los X-Men son capturados por los hombres de Stryker en 1983, Jean, Scott y Nightcrawler se infiltran en la base de Stryker y encuentran una jaula. Jean siente la mente humana en el interior y lo libera para que pueda ayudar. Después de que destroza a las fuerzas de Stryker, los tres mutantes lo encuentran y Jean restaura telepáticamente algunos de los recuerdos humanos de Logan antes de que salga corriendo por una pequeña salida lateral hacia la nieve.

#### Un mejor 2023
Después de haber alterado con éxito 1973, la conciencia de Logan de la línea de tiempo original se despierta en su cuerpo en un nuevo 2023 pero sin ningún recuerdo de la nueva línea de tiempo. Está feliz de ver a Jean y Scott vivos, ya que nunca murieron. Durante los 40 años anteriores, Logan se había unido a los X-Men y finalmente se convirtió en profesor de historia en la Escuela Xavier para Jóvenes Superdotados.

#### Caída de los X-Men, muerte y legado
Unos años más tarde, el factor de curación de Logan se está deteriorando, lo que hace que finalmente envejezca más allá de su mejor momento y sufra un envenenamiento terminal por adamantium. En 2028, Xavier desarrolla Alzheimer y sin darse cuenta mata a varios cientos de personas, incluidos varios de los X-Men, en un ataque psíquico inducido por convulsiones en el condado de Westchester. Logan pide la ayuda de Caliban para ayudar a cuidar a Xavier llevándolo a una planta de fundición abandonada en México cerca de la frontera con Estados Unidos, cuidándolo durante el año siguiente mientras intentan recaudar dinero para comprar un yate Sunseeker para que los dos vivan en paz.
En 2029, Logan pasa sus días trabajando como chofer bajo su nombre de nacimiento y buscando medicamentos recetados a lo largo de la frontera. En uno de sus trabajos se le acerca Gabriela López, que le pide ayuda para escoltar a Laura, de 11 años, a un lugar en Dakota del Norte llamado "Edén". Después de descubrir que Gabriela fue asesinada y a regañadientes, Logan se lleva a Laura junto a Charles y enfrentar a cazadores de Transigen, la empresa donde trabajaba Gabriela liderados por Donald Pierce; en su enfrentamiento descubre que Laura posee garras de adamantium y en un video que le deja Gabriela descubre que es su hija biológica creada a partir de su ADN y que estaba ayudando a otros niños que habían sufrido mutaciones a escapar de las instalaciones de Transigen. Después de escapar de Las Vegas tras una convulsión de Charles. aceptan refugio de los Munson, una familia a la que ayudaron en la carretera. En la noche, Xavier es asesinado por un clon salvaje de Wolverine del cual Logan y Laura escapan y entierran el cuerpo de Xavier cerca de un lago.
Finalmente, Logan y Laura llegan a Eden, un refugio seguro dirigido por Rictor y antiguos sujetos de prueba de Transigen. Allí, Logan se entera de que los niños harán un viaje de ocho millas a través del bosque hasta la frontera entre Canadá y Estados Unidos y le confía a Laura que los guíe antes de partir solo. Pero cuando los niños son localizados y capturados, Logan usa un suero mutante proporcionado por Rictor para restaurar su fuerza y su factor de curación. Conoce a Zander Rice, creador del virus mutante y el responsable de la persecución a Laura y los niños. A pesar de que en la lucha que se produce Rice y Pierce son asesinados, Logan no es rival para su clon, quien empala a Logan a través de un árbol sin su factor de curación. Laura le dispara al clon en la cabeza con una bala de adamantium que Logan había guardado con él durante años. Logan le dice a Laura que no se convierta en el arma para la que fue creada, y después de que ella, entre lágrimas, lo reconoce como su padre, él muere pacíficamente en sus brazos. Laura y los niños lo entierran antes de continuar el viaje a través de la frontera. Laura coloca la cruz en su tumba de lado para crear una "X" en honor a él como el último de los X-Men.
Más tarde se revela que Logan era el "ser ancla" (Anchor being, en idioma original) de la Tierra-10005, una entidad de extrema importancia para la línea de tiempo. Una vez que Logan muere en 2029, el universo comienza a desestabilizarse. Esto llama la atención de Paradox, un agente rebelde de la Autoridad de Variación Temporal (TVA), que decide utilizar el "Time Ripper", una máquina que mata con piedad las líneas de tiempo, en la Tierra-10005. En un intento por salvar su realidad, Wade Wilson viaja hasta 2029 para buscar signos de supervivencia en la tumba de Logan, solo para encontrar sus restos de esqueleto de adamantium, que usa para luchar contra las fuerzas de la TVA.

## Versiones alternativas
Múltiples variantes de Logan aparecen en Deadpool & Wolverine (2024), principalmente interpretadas por Jackman.

### Variante del traje amarillo

#### Muerte de los X-Men
Esta versión de Logan presumiblemente tuvo un origen similar. En algún momento de su pasado, a este Logan se le ofreció unirse a los X-Men. El inicialmente la rechazó, pero finalmente aceptó. Mientras estuvo en el equipo, le regalaron un uniforme amarillo y azul, pero se negó a usarlo porque no quería que los X-Men pensaran que quería formar parte del equipo.
Una noche, mientras Logan se daba un atracón en un bar, los X-Men fueron asesinados por un grupo de humanos cazadores de mutantes. Tras este incidente, cayó en una espiral depresiva, creyendo haber decepcionado a su nueva familia, así que se descontroló y asesinó a muchas personas indiscriminadamente; tanto a quienes mataron a sus compañeros mutantes como a civiles inocentes. Sus acciones profanaron el legado de los X-Men y la TVA lo consideró el peor Wolverine del multiverso. Extraña profundamente a sus compañeros y decide conmemorarlos vistiendo el uniforme en todo momento debajo de su ropa normal, pasando sus días deprimido y bebiendo.

#### Haciendo equipo con Deadpool
Wade Wilson / Deadpool, un mercenario con factor de curación y un sórdido sentido del humor, proveniente de la Tierra-10005 está buscando una variante de Wolverine para reemplazar la versión original de su línea de tiempo, con la esperanza de detener su colapso. Entra en su realidad y le pide que regrese con él a la sede de la Time Variance Authority (TVA). Logan se niega, lo que provoca que Wilson se lo lleve a la fuerza. Cuando llegan, el agente Paradox de TVA explica que obtener un nuevo Logan no detendrá el deterioro del universo de Wilson, al tiempo que revela el estado de este Logan en su universo. Luego, Paradox poda a Wade y Logan, enviándolos al Vacío. Los dos luchan antes de que ellos, así como Johnny Storm, sean capturados por las fuerzas de Cassandra Nova, la hermana gemela de Charles Xavier. 
Tras demostrar Nova su habilidad para manipular la mente de las personas y engañar a Wade haciéndole creer que no importa, Logan y Wade escapan de su guarida y entran en contacto con "Nicepool", una variante de Wade. Nicepool les proporciona un auto para viajar a las tierras fronterizas y encontrarse con una pequeña resistencia que lucha contra las fuerzas de Nova. De camino, Wade admite accidentalmente que no está seguro de si la TVA puede realmente alterar la línea temporal de Logan. Acusando a Wade de haberle mentido antes, Logan, enfurecido, lo insulta y lo agrede verbalmente, lo que los lleva a pelear en el auto hasta desmayarse. Laura / X-23, la hija de su homólogo de Tierra-10005, los lleva a las tierras fronterizas.
Logan se despierta en la base de la resistencia y comienza a saquear el alijo de alcohol. Cuando Wilson se despierta, se encuentran con la resistencia: Elektra Natchios, Eric Brooks/Blade, Remy LeBeau/Gambito y Laura. Wade los convence para que lo ayuden a luchar contra Nova y escapar del Vacío, pero Logan se niega a cooperar. Sin embargo, él finalmente cede después de una conversación con Laura sobre su incapacidad para salvar a los X-Men en su universo. Logan y Wade, junto con la resistencia, se enfrentan a Nova y sus fuerzas. Nova incapacita mentalmente a Logan, aprendiendo sobre su pasado, pero finalmente Wade bloquea sus poderes usando el casco de Juggernaut. Logan convence a Wade de quitarse el casco, y Nova permite que Logan y Wade escapen del Vacío a través de un anillo de honda que adquirió de una variante de Doctor Strange y abre un portal de regreso a la Tierra-10005.
Al llegar, Logan y Wade descubren que Paradox está planeando usar el "Time Ripper", un dispositivo que desarrolló para matar piadosamente las líneas de tiempo, en la línea de tiempo de Wade sin el permiso de su superiora, Hunter B-15. Nova se entera y llega para usar el Time Ripper y destruir todas las líneas de tiempo. Ella envía al Deadpool Corps, un ejército de variantes de Deadpool, para frenar a Wade y Logan. Logan, ahora con la capucha de su traje, él ayuda a Wade a luchar contra los Corps, sin éxito. Los Corps se rinden cuando Peter Wisdom, amigo de Wade, llega para ayudar. Paradox les dice a Logan y Wade que para detener a Nova, se puede interrumpir el flujo de energía del Time Ripper, pero a costa de sus vidas. Usando sus cuerpos como conductores, ambos unen sus fuerzas y destruyen el Time Ripper, matando a Nova en el proceso. Gracias a que lo hicieron juntos, ellos logran sobrevivir a la explosión.
Mientras Paradox es arrestado, B-15 le dice a Logan que puede quedarse en Tierra-10005, pero en cambio le pregunta si su pasado puede cambiar. B-15 explica que su pasado lo convirtió en el héroe necesario para salvar el multiverso, y que no hay necesidad de cambiarlo. Wade los lleva a él y a Laura a reunirse con sus amigos, donde él anima a Wade a reconciliarse con su exnovia, Vanessa Carlysle.

### Otras variantes
- Una variante de jugador de Logan, que lleva un parche en el ojo y un esmoquin blanco, apodado Patch.
- Una variante de Logan crucificado en una X gigante, que recuerda a la portada de Uncanny X-Men (1981) #251.
- Una variante de Logan luchando contra Hulk, que viste el traje marrón y tostado original.
- Una variante de Logan interpretada por Henry Cavill apodada Cavillrine. [55]
- Una variante de Logan, cuya altura fue indicada como la exacta de los cómics del personaje, 5 pies 3 pulgadas (160 cm). a pesar de que su actor de doble de cuerpo mide 4 pies 11 pulgadas, (150cm), utilizado como una referencia a la critica de los fans sobra la altura ideal del personaje.
- Una variante de Logan de Age of Apocalypse con cabello "glam rock", una mano y un traje negro y rojo.
- Una variante anciana de Logan, basada en Viejo Logan.

### Otras películas

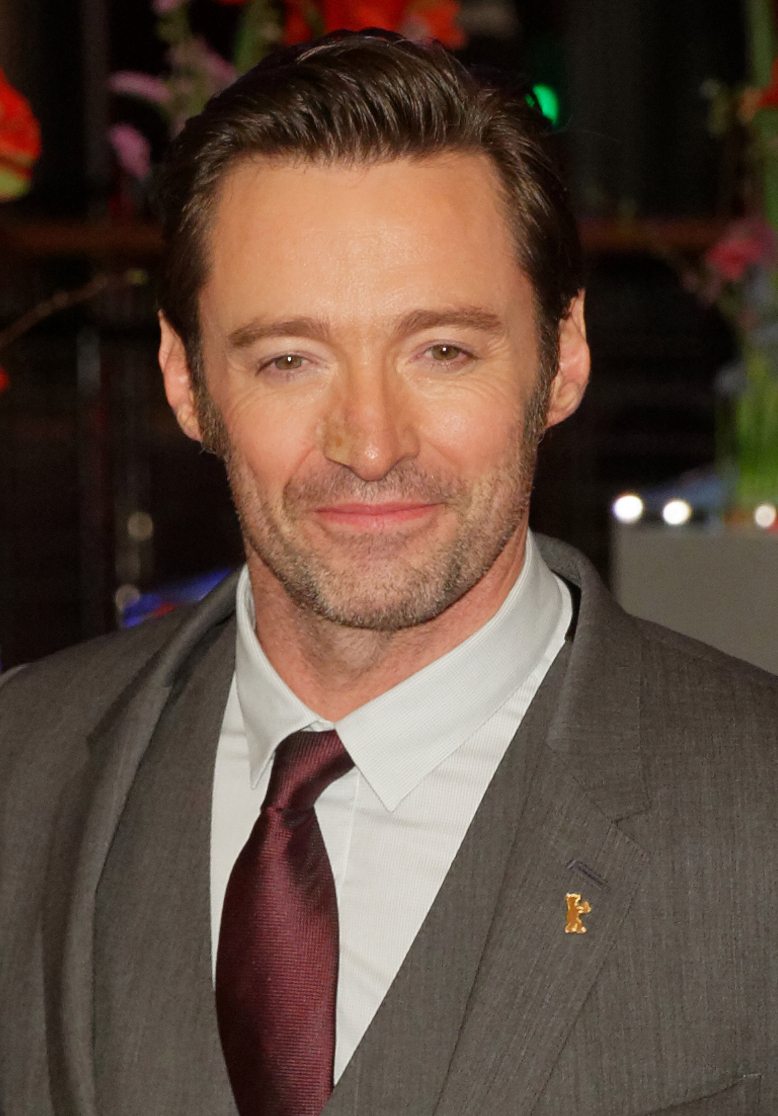
Jackman visto en el estreno mundial de Logan (2017).